# Calipátira
Calipátira foi uma ateniense do século V a.C., filha do atleta Diágoras. Se casou com Calianax e teve com dois filhos, Eucles e Pisidoro, que ainda era criança quando seu pai faleceu. Quando seu filho Pisidoro participou dos Jogos Olímpicos, disfarçou-se de treinador para poder assisti-lo no pugilato, uma vez que mulheres casadas eram proibidas de assistir os jogos. Com a vitória dele, se evadiu dos limites da arquibancada em direção a ele. No movimento, sua identidade foi revelada. A pena pela transgressão era ser jogada de um rochedo, mas foi perdoada no fim. Pelo ocorrido, regras mais rígidas foram estabelecidas nas quais até os treinadores deviam permanecer desnudos como os atletas.